# 春日市
春日市（日语：／ Kasuga shi */?）是日本福岡縣中央的一個城市，與福岡市接壤，屬福岡都市圈的一部分，距離福岡市中心僅10公里，因此也成為福岡市的通勤城市。
春日市是福岡縣內人口第六多城市，次於福岡市、北九州市、久留米市、飯塚市、大牟田市，人口數超過10萬，也是福岡縣內人口密度最高的城市。
城市名稱源自轄區內的春日神社。

## 歷史
此地在彌生時代屬於奴國的勢力範圍，也有人認為當時奴國的中心地區就在春日市北部的須玖地區。

### 年表
- 1889年4月1日：實施町村制，那珂郡下設置春日村。
- 1896年4月1日：那珂郡、席田郡、御笠郡合併為筑紫郡。
- 1953年1月1日：改制為春日町。
- 1972年4月1日：改制為春日市。

## 行政

### 歴任市長
- 柴田大次郎（1971年5月1日～1975年4月30日）
- 龜谷長榮（1975年5月1日～1987年4月30日，共三任）
- 白水清幸（1987年5月1日～1999年4月30日，共三任）
- 井上澄和（1999年5月1日～現任，現為第三任）

## 交通

### 鐵路
- 九州旅客鐵道
  - 鹿兒島本線： 春日車站
- 西日本旅客鐵道
  - 博多南線：博多南車站
- 西日本鐵道
  - 天神大牟田線：春日原車站

|  |  |

## 觀光資源
- 春日公園
- 春日神社
- 奴國之丘歷史公園
- 奴國之丘歷史資料館

## 教育

### 大學
- 九州大學筑紫校區
- 精華女子短期大學

### 高等學校
- 福岡縣立春日高等學校

## 本地出身之名人
- 蒼井優：女演員
- 琴春日桂吾：大相撲力士
- 杉內俊哉：職業棒球選手
- 手嶌葵：歌手
- 永池恭男：前職業棒球選手
- 吉竹春樹：前職業棒球選手